# Vida Nueva
Vida Nueva är en ort i Mexiko.   Den ligger i kommunen Teopisca och delstaten Chiapas, i den sydöstra delen av landet, 800 km öster om huvudstaden Mexico City. Vida Nueva ligger 2 220 meter över havet och antalet invånare är 311.
Terrängen runt Vida Nueva är kuperad åt nordost, men åt sydväst är den bergig. Runt Vida Nueva är det ganska tätbefolkat, med 104 invånare per kvadratkilometer. Närmaste större samhälle är San Cristóbal de las Casas, 18,9 km nordväst om Vida Nueva. I omgivningarna runt Vida Nueva växer huvudsakligen savannskog.